# Масалов, Николай Иванович
Никола́й Ива́нович Масало́в (10 декабря 1922 — 20 декабря 2001) — советский пехотинец, старший сержант, участник Великой Отечественной войны, почётный гражданин города Берлина (с 1965 по 1992 года), города Вайсенфельса и посёлка Тяжин. Известен, в первую очередь, спасением маленькой немецкой девочки 30 апреля 1945 года в ходе боёв за Берлин, что, возможно, легло в основу сюжета монумента Воина-освободителя в Трептов-парке.

## Биография
Родился 10 декабря 1922 года в деревне Вознесенка (ныне Тисульский район, Кемеровская область)
В декабре 1941 года призван Тисульским райвоенкоматом Томского округа Новосибирской области, в город Томск, где тогда формировалась сибирская 443 стрелковая дивизия. В процессе формирования дивизия получила порядковый номер 284, принадлежавший ранее дивизии, расформированной на Юго-Западном направлении. Масалов, как и многие призывники-тисульчане, попал в 1045 стрелковый полк. Здесь он проходил боевую подготовку по воинской специальности «миномётчик». С 16 марта 1942 года 284 сд начала выдвижение в полосу обороны Брянского фронта. Соединения дивизии с 16 апреля по 18 мая 1942 года расположились на рубеже в районе с. Мелевое (ныне пограничные территории Покровского и Верховского районов Орловской области. В конце мая дивизия была переброшена в район г. Касторное, где приступила к созданию противотанкового узла. Всего в составе дивизии на 1 июля 1942 года насчитывалось 84 миномёта калибров 50-мм, 82-мм и 120-мм. Боевое крещение миномётчик Николай Масалов получил в районе станции Касторная Курской области с 1 по 5 июля 1942 года. После 5 июля части дивизии колоннами и мелкими группами более недели пробивались из окружения на север, к Ельцу. В ходе отступления 13 июля Масалов был ранен в первый раз. В 20-х числах июля части дивизии дрались на рубеже Перекоповка — Озерки, в 80-ти км от Воронежа.
Со 2 августа по 17 сентября 284 сд находилась в резерве в г. Красноуфимск, Свердловской области, где происходило доукомплектование за счёт моряков-тихоокеанцев и запасников. 17 сентября 284 сд была включена в состав 62-й армии. В ночь с 20 на 21 сентября Масалов переправился через Волгу в Сталинград. Задачей полков было овладение ж/д станцией против улицы Гоголя. В результате ожесточённых боёв 1045 сп занял позиции в районе Крутого оврага. 11-15 ноября 1942 года 1045 сп бился в южной части завода «Баррикады». С конца ноября 1942 года по середину января 1943 года сражался на Мамаевом кургане, где 21 января 1943 года получил своё второе ранение.
1 марта 1943 года 284 сд было присвоено почётное наименование гвардейской и она стала именоваться 79 гв. Краснознамённая дивизия. 5 апреля соединения дивизии получили гвардейскую нумерацию и 1045 сп стал именоваться 220-м гвардейским. В этот период Масалов подал заявление о приёме в ВКП(б). Участвовал во всех операциях с участием 79 гв.сд.
С июля 1944 года по январь 1945 года 79 гв.сд находилась на Магнушевском плацдарме южнее Варшавы. В ходе Висло-Одерской операции 8 гв. армия захватила плацдарм на западном берегу р. Одер в районе Кюстрина (совр. Костшин). Максимум наград Масалов получил в ходе проведения берлинской наступательной операции.
Член ВКП(б) с 1945 года. Умер 20 декабря 2001 года в посёлке Тяжин (Кемеровская область).

### Спасение немецкой девочки
Вот что писал о событии, случившемся 30 апреля 1945 года во время взятия Берлина, маршал Чуйков:
За час до начала артподготовки для взятия аэродрома Темпельхоф знаменщик 220-го гвардейского стрелкового полка 79-й гвардейской стрелковой дивизии сержант Николай Масалов принёс знамя полка к Ландвер-каналу. …Путь к центру Тиргартена с юга преграждал глубокий с отвесными бетонированными берегами канал. Мосты и подступы к нему густо заминированы и плотно прикрыты огнём пулеметов. …До атаки гвардейцев осталось минут пятьдесят. Наступила тишина, как перед бурей, — тревожная, напряженная. И вдруг в этой тишине, нарушаемой лишь треском пожаров, послышался детский плач. Словно откуда-то из-под земли, глухо и призывно звучал голос ребёнка. Плача, он повторял одно, понятное всем слово: «Муттер, муттер…» «Кажется, это на той стороне канала», — сказал товарищам Масалов. Он подошел к командиру: «Разрешите спасти ребёнка, я знаю, где он». Ползти к Горбатому мосту было опасно. Площадь перед мостом простреливалась огнём пулемётов и автоматических пушек, не говоря о минах и фугасах, запрятанных под землёй. Сержант Масалов полз вперед, прижимаясь к асфальту, временами прячась в неглубоких воронках от снарядов и мин. …Вот он пересек набережную и укрылся за выступом бетонированной стенки канала. И тут снова услышал ребёнка. Тот звал мать жалобно, настойчиво. Он будто торопил Масалова. Тогда гвардеец поднялся во весь рост — высокий, могучий. Блеснули на груди боевые ордена. Такого не остановят ни пули, ни осколки…

Масалов перекинулся через барьер канала… Прошло ещё несколько минут. На миг смолкли вражеские пулеметы. Затаив дыхание, гвардейцы ждали голос ребёнка, но было тихо. Ждали пять, десять минут… Неужели напрасно рисковал Масалов?.. Несколько гвардейцев, не сговариваясь, приготовились к броску. И в это время все услышали голос Масалова: «Внимание! Я с ребёнком. Прикройте меня огнём. Пулемёт справа, на балконе дома с колоннами. Заткните ему глотку!…» Тут началась артподготовка. Тысячи снарядов и тысячи мин как бы прикрывали выход советского воина из зоны смерти с трёхлетней немецкой девочкой на руках. Её мать, вероятно, пыталась бежать из Тиргартена, но эсэсовцы стали стрелять ей в спину. Спасая дочку, она укрылась под мостом и там скончалась. Передав девочку санитаркам, сержант Масалов снова встал у знамени полка, готовый к броску вперед.

## Память

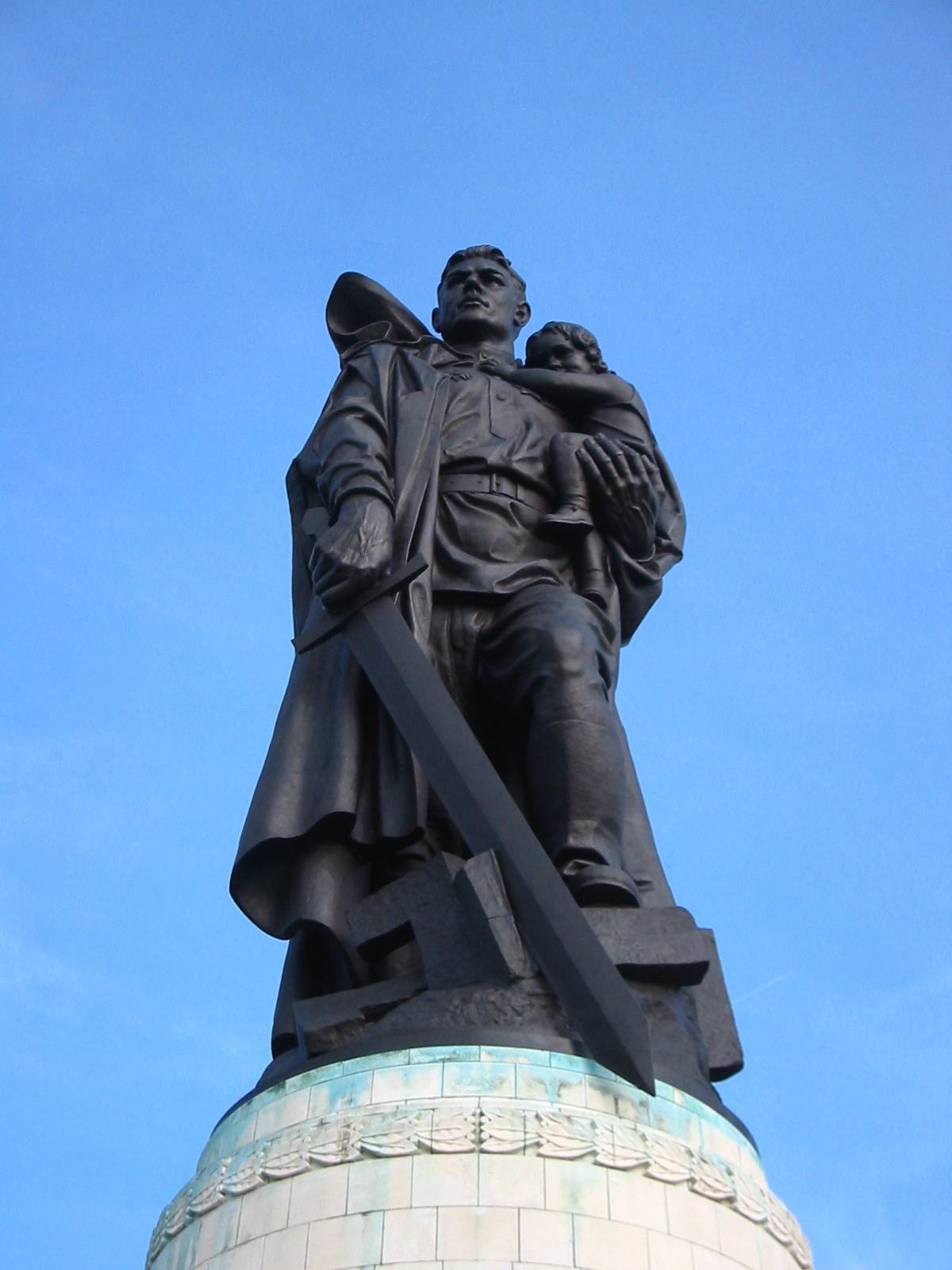
Монумент Воину-освободителю в Трептов-парке Берлина

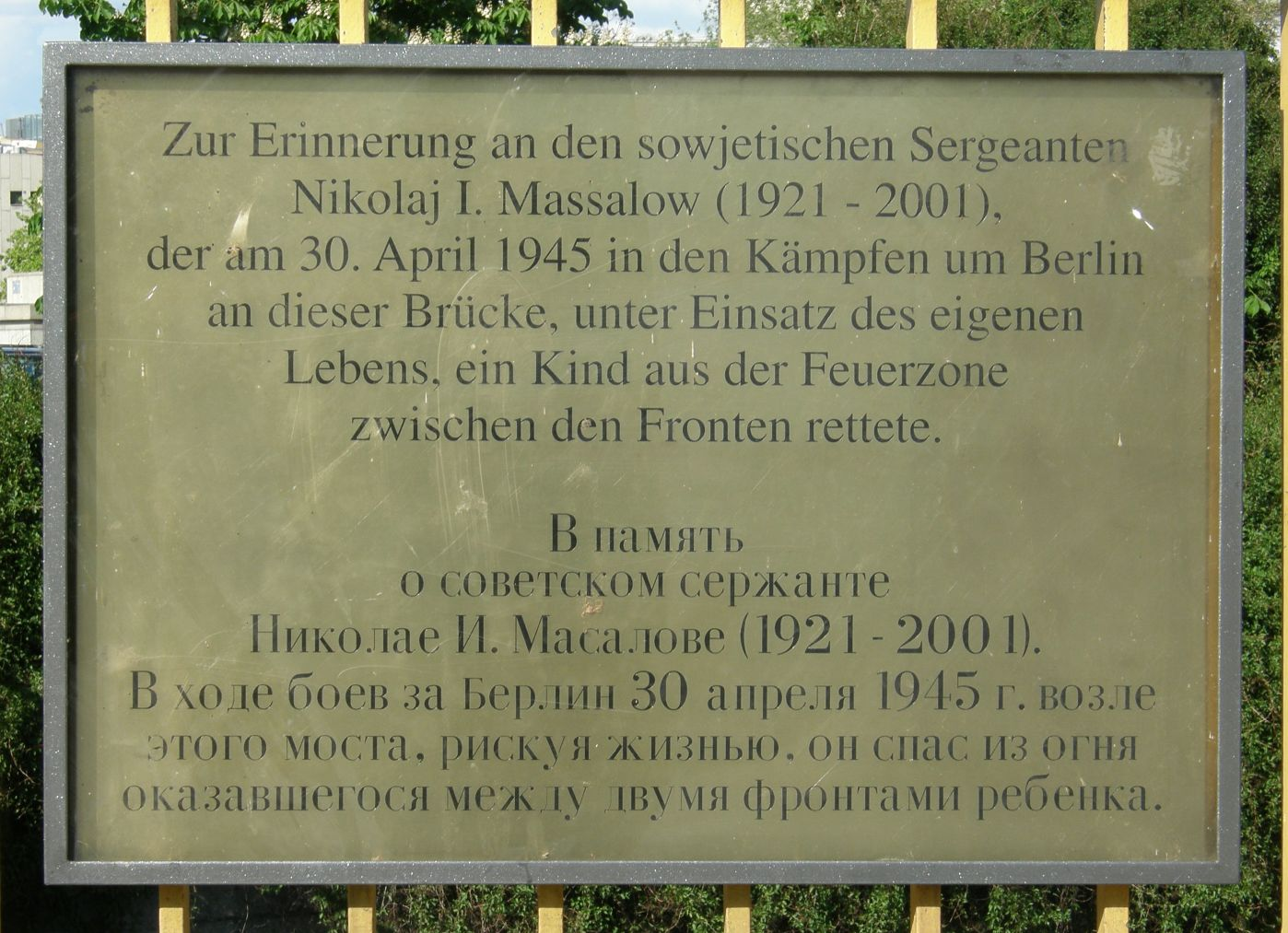
Мемориальная доска на одном из предполагаемых мест подвига (Берлин-Тиргартен, Потсдамер Брюке)

Поступок Николая Масалова, возможно, лёг в основу сюжета монумента Воина-освободителя в Трептов-парке (скульптор Евгений Вучетич). Левой рукой солдат держит спасённую им немецкую девочку, правой — сжимает меч, под ногой — разбитая свастика. В эскизе памятника солдат держал в свободной руке автомат, но по предложению Сталина Вучетич заменил его на меч.
В ноябре 2022 года, в Кузбассе, был открыт Мемориал Воину-Освободителю, в том числе в память о подвиге Николая Масалова, образ которого и был взят за основу в 12-метровом монументе. Решение воссоздать точную копию Монумента Воину-освободителю на Родине Николая Масалова было принято после лишения его звания почетного гражданина Берлина.

## Награды
- орден Отечественной войны I степени (6.4.1985)
- орден Славы III степени (7.5.1945)[8]
- медаль «За отвагу» (29.1.1944)
- медаль «За боевые заслуги» (20.4.1945)
- медаль «За оборону Сталинграда» (22.12.1942)
- Герой Кузбасса[9]

## Книги
- Ворошилов П. С. Подвиг, отлитый в бронзу, 1965.
- Костюнин О. В. Человек из легенды : [арх. 6 октября 2022]. — издание 2-е, дополненное. — Кемерово : Кузбассвузиздат, 2005. — 55 с. — ББК 63.3(2)722 К72.
- Чуйков В. И. Конец третьего рейха. — М.: Советская Россия, 1973.

### Фильмы
- «Парень из легенды», документальный фильм (ГДР).

### Другие произведения литературы и искусства
Поэт Георгий Рублёв описал спасение немецкой девочки в стихотворении «Это было в мае на рассвете...». 
Поэт Павел Великжанин посвятил описанию подвига спасения немецкой девочки во время боев в Берлине стихотворение «Берлин залит дождем огня и стали...».